# Desmodasys phocoides
Desmodasys phocoides is een buikharige uit de familie Turbanellidae. Het dier komt uit het geslacht Desmodasys. Desmodasys phocoides werd in 1965 voor het eerst wetenschappelijk beschreven door Clausen. 